# 松田新太郎
松田新太郎（まつだ しんたろう、1955年12月5日 - ）は、日本の元歌手。埼玉県浦和市（現・さいたま市）出身。本名・小塚喜昭。サンミュージックに所属していた。
「スター誕生!」の第8回大会で合格し、デビュー。同時期に同じく新人歌手だったあいざき進也と城みちるの3人で「新新御三家」と呼ばれた。

## ディスコグラフィ
- 君でいっぱい／君だけ愛して（1974.2.1、ポリドール）
- 太陽がいっぱい／夢いっぱいのコーヒーテラス（1974.5.1、ポリドール）